# Johannes Frey
Pour les articles homonymes, voir Frey.
Johannes Frey est un judoka allemand né le 12 novembre 1996. Il a remporté la médaille de bronze de l'épreuve par équipes aux Jeux olympiques d'été de 2020 à Tokyo.

## Palmarès

### Compétitions internationales
| Année | Compétition           | Lieu  | Résultat | Catégorie      |
| ----- | --------------------- | ----- | -------- | -------------- |
| 2021  | Jeux olympiques       | Tokyo | 3e       | Par équipes    |
| 2022  | Championnats d'Europe | Sofia | 2e       | Plus de 100 kg |